# Donna Allen
Donna Allen é uma cantora dance-pop americana, nascida em Key West, Flórida, e criada em Tampa. Ela já cantou em turnê para Gloria Estefan por nove anos. Seu primeiro disco foi o álbum Perfect Timing (1986), de Lou Pace, e nos próximos anos lançou vários hits de parada de sucessos que entraram no quadro Dance Club Songs, da Billboard.